# Superliga Brasileira de Voleibol Feminino de 2025 - Série B
A Superliga Brasileira de Voleibol Feminino de 2025 - Série B,  oficialmente Superliga B Bet7K de 2025 por questões de patrocínio, é a décima segunda edição desta competição organizada pela Confederação Brasileira de Voleibol através da Unidade de Competições Nacionais. Trata-se da segunda divisão do Campeonato Brasileiro de Voleibol Feminino, a principal competição entre clubes de voleibol feminino do Brasil. Participam do torneio catorze equipes provenientes de sete estados brasileiros e uma do Distrito Federal. A fase final será transmitida pela SporTV2.
A equipe do Renasce Sorocaba – vice-líder da fase classificatória – conquistou seu primeiro título da Superliga Série B após vencer o Tijuca Tênis Clube – líder da fase classificatória – e ambas equipes garantiram vagas para a Superliga Série A de 2025–26.

## Formato de disputa
A competição foi disputada em quatro três fases: classificatória, quartas de final, semifinais e final, conforme segue: Na fase classificatória, as equipes formarão um grupo único e serão elencadas de acordo com sua classificação na temporada anterior. A Fase classificatória será disputada no sistema de turno único, fazendo as equipes jogarem todas contra todas.
As quartas de final será disputada pelas 08 (oito) equipes mais bem classificadas na fase classificatória. Os jogos das quartas de final serão disputados no sistema de playoff com 2 jogos, em caso de empate, a disputa irá para o GOLDEN SET. As equipes mais bem colocadas na fase classificatória terão o direito de escolher o dia e horário que jogarão o playoff, dentre os horários oferecidos pela TV e a sequência de mando dos jogos. Os confrontos serão definidos obedecendo ao seguinte ordenamento:
a. 1º colocado x 8º colocado (Confronto A);
b. 2º colocado x 7º colocado (Confronto B);
c. 3º colocado x 6º colocado (Confronto C);
d. 4º colocado x 5º colocado (Confronto D);
As semifinais serão disputada pelas 04 (quatro) equipes vencedoras das quartas de final, e será disputada no sistema de playoff (melhor de três jogos), ou seja, vencedor de 2 partidas numa série melhor de três jogos, onde o primeiro jogo será na casa do melhor classificado. Os confrontos serão definidos obedecendo ao seguinte ordenamento:
a. Vencedor do 1º x 8º versus o vencedor do 4º x 5º (A x D).
b. Vencedor do 2º x 7º versus o vencedor do 3º x 6º (B x C).
A final foi disputada entre as duas equipes vencedoras da fase semifinal em um único jogo, na casa da equipe vencedora de melhor índice técnico da fase classificatória.
A equipe vencedora da final será atribuída o título de “Campeã” e a equipe perdedora de “Vice-campeã”. E ambas as equipes terão acesso à Superliga 1XBET 2025-26 desde que cumpram os requisitos da competição. Os clubes com o mesmo CNPJ de uma equipe da Superliga 1XBET, que se sagrar classificada como campeã ou vice-campeã ficará impossibilitada de jogar a Superliga 1XBET 2025-26 e permanece na Superliga B do ano seguinte, e com isso a equipe do terceiro lugar terá direito a promoção. As demais posições serão assim denominadas, a classificação de 3º e 4º lugar será definida de acordo com o índice técnico da Fase Classificatória, dentre as equipes perdedoras
participantes da semifinal. A classificação de 5º a 14º lugar, será definida de acordo com o índice técnico da fase classificatória. Os clubes classificados deverão integrar ao CBC (Comitê Brasileiro de Clubes) para jogar a Superliga 1XBET 2025-26. O Regulamento também prevê cominações legais para atos discriminatórios.
As equipes classificadas do 11º ao 14º lugar estarão rebaixadas para disputar a Superliga C 2025.

## Equipes participantes
Catorze equipes disputam o título e acesso da Superliga Feminina de Série B 2025. São elas:
| Equipe                 | Cidade             | Última participação | Temporada 2024                            |
| ---------------------- | ------------------ | ------------------- | ----------------------------------------- |
| Ascade/DF              | Brasília           | 2024                | 12º Colocado na Superliga B               |
| ACV/Unoesc/Chapecó     | Chapecó            | 2024                | 7º Colocado na Superliga B                |
| Ceará Vôlei            | Fortaleza          | 2024                | 1º Colocado Chave Nordeste na Superliga C |
| Curitiba Vôlei         | Curitiba           | 2024                | 4º Colocado na Superliga B                |
| CR Flamengo            | Rio de Janeiro     | 2022                | 1º Colocado Chave Sudeste na Superliga C  |
| Irati Vôlei            | Irati              | 2024                | 9º Colocado da na Superliga B             |
| Londrina Vôlei         | Londrina           | 2019                | 2º Colocado Chave Sul na Superliga C      |
| Pinhalense/Zagonel     | Pinhalzinho        | estreante           | 1º Colocado Chave Sul na Superliga C      |
| Recife Vôlei           | Recife             | 2024                | 3º Colocado na Superliga B                |
| Renasce Sorocaba       | Sorocaba           | 2024                | 6º Colocado na Superliga B                |
| São Caetano            | São Caetano do Sul | 2022                | 12º Colocado na Superliga A               |
| Tijuca TC              | Rio de Janeiro     | 2024                | 5º Colocado na Superliga B                |
| Vôlei Louveira         | Louveira           | estreante           | 2º Colocado Chave Sudeste na Superliga C  |
| Vôlei Natal Desportivo | Natal              | 2024                | 8º Colocado da na Superliga B             |

Nota
O Bluvôlei (SC) que foi rebaixado na Superliga A 2023-24 não cumpriu requisitos de regularidade financeira estipulados no regulamento, então, o Irati, que ficou em nono na última Superliga B herdou a vaga.O Ascade (DF), que tinha sido rebaixado, retornou pelo título da chave Centro-Oeste da Superliga C. O Ferroviário (RO) venceu a chave Norte, mas abriu mão da vaga.Uma repescagem seria disputada com os vices de cada regional da Superliga C 2024, mas só Londrina e Louveira (SP) confirmaram participação e acabaram com as vagas de forma direta.<ref name="torneio"/</small>

## Critérios para índice técnico
A pontuação para a classificação geral, na fase classificatória, será a seguinte:
1. a. Vitória (3x0 ou 3x1) - 3 pontos
2. b. Derrota (0x3 ou 1x3) - 0 ponto
3. c. Vitória (3x2) - 2 pontos
4. d. Derrota (2x3) - 1 ponto
5. e. Não comparecimento -2 pontos (menos 02 pontos)

Em caso de desistência de uma equipe durante a competição, ela será declarada perdedora pela contagem de 3 x 0 (25x00, 25x00, 25x00) em todos os jogos previstos para sua equipe na tabela, para fins de classificação.
O critério de desempate, na fase classificatória entre duas ou mais equipes, obedecerá aos seguintes critérios pela ordem:
1. Número de vitórias;
2. Razão de sets;
3. Razão de pontos;
4. Confronto direto (caso haja empate entre duas equipes);
5. Sorteio (cujas normas de realização serão definidas pela CBV).[5]

## Fase classificatória
|  |                                         |
|  | Classificado para as quartas de finais. |
|  | Equipes rebaixadas para a Série C 2026. |

|     |                        |     | Jogos | Jogos | Jogos | Resultados | Resultados | Resultados | Resultados | Resultados | Resultados | Sets | Sets | Sets  | Pontos | Pontos | Pontos |
| Pos | Equipe                 | Pts | T     | V     | D     | 3–0        | 3–1        | 3–2        | 2–3        | 1–3        | 0–3        | V    | P    | R     | V      | P      | R      |
| --- | ---------------------- | --- | ----- | ----- | ----- | ---------- | ---------- | ---------- | ---------- | ---------- | ---------- | ---- | ---- | ----- | ------ | ------ | ------ |
| 1   | Tijuca TC              | 36  | 13    | 12    | 1     | 8          | 3          | 1          | 1          | 0          | 0          | 38   | 8    | 4.750 | 1104   | 890    | 1.240  |
| 2   | Renasce Sorocaba       | 31  | 13    | 11    | 2     | 6          | 3          | 2          | 0          | 0          | 2          | 33   | 13   | 2.538 | 1064   | 898    | 1.185  |
| 3   | São Caetano            | 27  | 13    | 10    | 3     | 6          | 1          | 3          | 0          | 2          | 1          | 32   | 16   | 2,000 | 1094   | 982    | 1.114  |
| 4   | Vôlei Louveira         | 26  | 13    | 9     | 4     | 4          | 3          | 2          | 1          | 2          | 1          | 31   | 19   | 1.632 | 1093   | 1074   | 1.018  |
| 5   | Pinhalense/Zagonel     | 25  | 13    | 8     | 5     | 4          | 2          | 2          | 3          | 1          | 1          | 31   | 21   | 1.476 | 1184   | 1096   | 1.080  |
| 6   | Ceará Vôlei            | 23  | 13    | 8     | 5     | 4          | 1          | 3          | 2          | 0          | 3          | 28   | 22   | 1.273 | 1085   | 1060   | 1.024  |
| 7   | CR Flamengo            | 23  | 13    | 8     | 5     | 3          | 2          | 3          | 2          | 0          | 3          | 28   | 23   | 1.217 | 1116   | 1112   | 1.004  |
| 8   | ACV/Unoesc/Chapecó     | 22  | 13    | 6     | 7     | 2          | 3          | 1          | 5          | 1          | 1          | 29   | 26   | 1.115 | 1228   | 1133   | 1.084  |
| 9   | Recife Vôlei           | 16  | 13    | 6     | 7     | 3          | 1          | 2          | 0          | 3          | 4          | 21   | 26   | 0.808 | 1001   | 1046   | 0.957  |
| 10  | Londrina Vôlei         | 15  | 13    | 5     | 8     | 2          | 1          | 2          | 2          | 3          | 3          | 22   | 29   | 0.759 | 1078   | 1110   | 0.971  |
| 11  | Irati Vôlei            | 14  | 13    | 4     | 9     | 2          | 1          | 1          | 3          | 1          | 5          | 19   | 30   | 0.633 | 1038   | 1085   | 0.957  |
| 12  | Vôlei Natal Desportivo | 6   | 13    | 2     | 11    | 1          | 0          | 1          | 1          | 4          | 6          | 12   | 35   | 0.343 | 922    | 1097   | 0.840  |
| 13  | Curitiba Vôlei         | 5   | 13    | 1     | 12    | 1          | 0          | 0          | 2          | 0          | 10         | 7    | 36   | 0.194 | 812    | 998    | 0.814  |
| 14  | Ascade/DF              | 4   | 13    | 1     | 12    | 0          | 0          | 1          | 2          | 4          | 6          | 11   | 38   | 0.289 | 916    | 1154   | 0.794  |

### 1ª rodada
| Data   | Hora  |                        | Placar |                    | Set 1 | Set 2 | Set 3 | Set 4 | Set 5 | Total   | Relatório |
| ------ | ----- | ---------------------- | ------ | ------------------ | ----- | ----- | ----- | ----- | ----- | ------- | --------- |
| 04 dez | 19:30 | São Caetano            | 3–0    | Londrina Vôlei     | 25–10 | 26–24 | 25–21 |       |       | 76–55   |           |
| 06 dez | 20:00 | Recife Vôlei           | 0–3    | Vôlei Louveira     | 19–25 | 17–25 | 24–26 |       |       | 60–76   |           |
| 07 dez | 19:00 | Curitiba Vôlei         | 0–3    | Ceará Vôlei        | 21–25 | 13–25 | 13–25 |       |       | 47–75   |           |
| 07 dez | 19:30 | ACV/Unoesc/Chapecó     | 2–3    | Pinhalense/Zagonel | 27–25 | 28–30 | 22–25 | 25–18 | 12–15 | 114–113 |           |
| 08 dez | 18:00 | Tijuca TC              | 3–0    | Ascade/DF          | 25–20 | 25–11 | 25–15 |       |       | 75–46   |           |
| 08 dez | 19:00 | Renasce Sorocaba       | 3–0    | CR Flamengo        | 25–19 | 25–16 | 25–17 |       |       | 75–52   |           |
| 18 dez | 19:30 | Vôlei Natal Desportivo | 3–0    | Irati Vôlei        | 25–17 | 25–22 | 25–20 |       |       | 75–59   |           |

### 2ª rodada
| Data   | Hora  |                        | Placar |                    | Set 1 | Set 2 | Set 3 | Set 4 | Set 5 | Total   | Relatório |
| ------ | ----- | ---------------------- | ------ | ------------------ | ----- | ----- | ----- | ----- | ----- | ------- | --------- |
| 12 dez | 19:30 | Vôlei Louveira         | 3–1    | São Caetano        | 25–23 | 25–18 | 22–25 | 25–20 |       | 97–86   |           |
| 13 dez | 19:30 | Vôlei Natal Desportivo | 0–3    | Londrina Vôlei     | 13–25 | 22–25 | 25–27 |       |       | 60–77   |           |
| 13 dez | 19:30 | Irati Vôlei            | 2–3    | ACV/Unoesc/Chapecó | 25–17 | 25–20 | 15–25 | 18–25 | 9–15  | 92–102  |           |
| 14 dez | 17:00 | Pinhalense/Zagonel     | 2–3    | Renasce Sorocaba   | 25–23 | 18–25 | 25–19 | 22–25 | 13–15 | 103–107 |           |
| 14 dez | 17:00 | CR Flamengo            | 0–3    | Tijuca TC          | 20–25 | 22–25 | 13–25 |       |       | 55–75   |           |
| 14 dez | 18:00 | Ceará Vôlei            | 2–3    | Recife Vôlei       | 25–23 | 25–19 | 20–25 | 24–26 | 13–15 | 107–108 |           |
| 15 dez | 19:00 | Ascade/DF              | 0–3    | Curitiba Vôlei     | 18–25 | 9–25  | 14–25 |       |       | 41–75   |           |

### 3ª rodada
| Data   | Hora  |                    | Placar |                        | Set 1 | Set 2 | Set 3 | Set 4 | Set 5 | Total | Relatório |
| ------ | ----- | ------------------ | ------ | ---------------------- | ----- | ----- | ----- | ----- | ----- | ----- | --------- |
| 20 dez | 19:00 | Tijuca TC          | 3–1    | Pinhalense/Zagonel     | 25–20 | 25–23 | 23–25 | 25–17 |       | 98–85 |           |
| 21 dez | 17:00 | Curitiba Vôlei     | 0–3    | CR Flamengo            | 23–25 | 19–25 | 19–25 |       |       | 61–75 |           |
| 22 dez | 19:00 | Renasce Sorocaba   | 3–0    | Irati Vôlei            | 25–18 | 25–19 | 25–12 |       |       | 75–49 |           |
| 04 jan | 19:00 | São Caetano        | 3–0    | Ceará Vôlei            | 25–14 | 25–20 | 25–11 |       |       | 75–45 |           |
| 02 fev | 19:30 | Londrina Vôlei     | 1–3    | Vôlei Louveira         | 21–25 | 16–25 | 25–19 | 20–25 |       | 82–94 |           |
| 19 fev | 20:00 | Recife Vôlei       | 3–0    | Ascade/DF              | 28–26 | 25–12 | 25–8  |       |       | 78–46 |           |
| 28 fev | 19:30 | ACV/Unoesc/Chapecó | 3–1    | Vôlei Natal Desportivo | 22–25 | 25–12 | 25–17 | 25–18 |       | 97–72 |           |

### 4ª rodada
| Data   | Hora  |                        | Placar |                  | Set 1 | Set 2 | Set 3 | Set 4 | Set 5 | Total   | Relatório |
| ------ | ----- | ---------------------- | ------ | ---------------- | ----- | ----- | ----- | ----- | ----- | ------- | --------- |
| 08 jan | 18:00 | Ceará Vôlei            | 3–0    | Vôlei Louveira   | 25–16 | 26–24 | 25–14 |       |       | 76–54   |           |
| 08 jan | 19:30 | Pinhalense/Zagonel     | 3–0    | Curitiba Vôlei   | 25–21 | 25–20 | 25–15 |       |       | 75–56   |           |
| 09 jan | 19:00 | CR Flamengo            | 3–0    | Recife Vôlei     | 25–22 | 31–29 | 25–21 |       |       | 81–72   |           |
| 09 jan | 19:30 | ACV/Unoesc/Chapecó     | 2–3    | Londrina Vôlei   | 18–25 | 25–18 | 22–25 | 25–16 | 12–15 | 102–99  |           |
| 10 jan | 19:30 | Vôlei Natal Desportivo | 0–3    | Renasce Sorocaba | 21–25 | 22–25 | 21–25 |       |       | 64–75   |           |
| 10 jan | 19:30 | Irati Vôlei            | 0–3    | Tijuca TC        | 23–25 | 22–25 | 21–25 |       |       | 66–75   |           |
| 11 jan | 16:00 | Ascade/DF              | 2–3    | São Caetano      | 21–25 | 23–25 | 25–20 | 25–20 | 6–15  | 100–105 |           |

### 5ª rodada
| Data   | Hora  |                  | Placar    |                        | Set 1     | Set 2 | Set 3 | Set 4 | Set 5 | Total   | Relatório |
| ------ | ----- | ---------------- | --------- | ---------------------- | --------- | ----- | ----- | ----- | ----- | ------- | --------- |
| 14 jan | 19:00 | Tijuca TC        | 3–0       | Vôlei Natal Desportivo | 25–15     | 25–20 | 25–16 |       |       | 75–51   |           |
| 14 jan | 19:30 | Vôlei Louveira   | São Paulo | 3–0                    | Ascade/DF | 25–19 | 25–15 | 25–23 |       | 75–57   |           |
| 14 jan | 19:30 | São Caetano      | 3–2       | CR Flamengo            | 25–18     | 20–25 | 26–28 | 25–19 | 15–8  | 111–98  |           |
| 14 jan | 20:00 | Recife Vôlei     | 3–2       | Pinhalense/Zagonel     | 25–16     | 25–19 | 22–25 | 19–25 | 15–9  | 106–94  |           |
| 14 jan | 20:00 | Curitiba Vôlei   | 0–3       | Irati Vôlei            | 22–25     | 11–25 | 12–25 |       |       | 45–75   |           |
| 15 jan | 19:30 | Renasce Sorocaba | 3–2       | ACV/Unoesc/Chapecó     | 21–25     | 25–22 | 25–22 | 22–25 | 15–11 | 108–105 |           |
| 16 jan | 19:30 | Londrina Vôlei   | 3–0       | Ceará Vôlei            | 27–25     | 25–18 | 25–20 |       |       | 77–63   |           |

### 6ª rodada
| Data   | Hora  |                        | Placar |                | Set 1 | Set 2 | Set 3 | Set 4 | Set 5 | Total  | Relatório |
| ------ | ----- | ---------------------- | ------ | -------------- | ----- | ----- | ----- | ----- | ----- | ------ | --------- |
| 28 nov | 19:30 | Renasce Sorocaba       | 3–1    | Londrina Vôlei | 22–25 | 25–17 | 25–18 | 25–13 |       | 97–73  |           |
| 17 jan | 19:30 | Pinhalense/Zagonel     | 0–3    | São Caetano    | 27–29 | 18–25 | 19–25 |       |       | 64–79  |           |
| 18 jan | 18:00 | CR Flamengo            | 3–2    | Vôlei Louveira | 16–25 | 25–20 | 24–26 | 25–20 | 15–7  | 105–98 |           |
| 18 jan | 19:30 | ACV/Unoesc/Chapecó     | 0–3    | Tijuca TC      | 22–25 | 24–26 | 22–25 |       |       | 68–76  |           |
| 19 jan | 19:00 | Ascade/DF              | 2–3    | Ceará Vôlei    | 25–20 | 21–25 | 25–22 | 15–25 | 9–15  | 95–107 |           |
| 27 fev | 19:00 | Irati Vôlei            | 3–1    | Recife Vôlei   | 25–19 | 25–22 | 23–25 | 25–12 |       | 98–78  |           |
| 07 mar | 19:30 | Vôlei Natal Desportivo | 3–2    | Curitiba Vôlei | 25–21 | 25–15 | 15–25 | 21–25 | 15–6  | 101–92 |           |

### 7ª rodada
| Data   | Hora  |                | Placar |                        | Set 1 | Set 2 | Set 3 | Set 4 | Set 5 | Total   | Relatório |
| ------ | ----- | -------------- | ------ | ---------------------- | ----- | ----- | ----- | ----- | ----- | ------- | --------- |
| 24 jan | 19:00 | Tijuca TC      | 3–0    | Renasce Sorocaba       | 25–23 | 25–17 | 25–16 |       |       | 75–56   |           |
| 24 jan | 20:00 | Recife Vôlei   | 3–1    | Vôlei Natal Desportivo | 16–25 | 25–17 | 25–21 | 25–17 |       | 91–80   |           |
| 25 jan | 18:30 | Londrina Vôlei | 3–1    | Ascade/DF              | 23–25 | 25–14 | 25–23 | 25–17 |       | 98–79   |           |
| 25 jan | 18:30 | Vôlei Louveira | 3–2    | Pinhalense/Zagonel     | 25–19 | 15–25 | 24–26 | 28–26 | 15–12 | 107–108 |           |
| 25 jan | 19:00 | São Caetano    | 3–1    | Irati Vôlei            | 25–15 | 26–24 | 22–25 | 25–21 |       | 98–85   |           |
| 25 jan | 19:00 | Curitiba Vôlei | 0–3    | ACV/Unoesc/Chapecó     | 20–25 | 17–25 | 19–25 |       |       | 56–75   |           |
| 24 fev | 20:00 | Ceará Vôlei    | 3–2    | CR Flamengo            | 25–17 | 24–26 | 31–33 | 27–25 | 15–8  | 122–109 |           |

### 8ª rodada
| Data   | Hora  |                        | Placar |                | Set 1 | Set 2 | Set 3 | Set 4 | Set 5 | Total | Relatório |
| ------ | ----- | ---------------------- | ------ | -------------- | ----- | ----- | ----- | ----- | ----- | ----- | --------- |
| 29 jan | 19:00 | Tijuca TC              | 3–0    | Londrina Vôlei | 25–13 | 25–21 | 25–22 |       |       | 75–56 |           |
| 31 jan | 19:30 | Renasce Sorocaba       | 3–0    | Curitiba Vôlei | 25–23 | 25–16 | 25–14 |       |       | 75–53 |           |
| 31 jan | 19:30 | Vôlei Natal Desportivo | 0–3    | São Caetano    | 16–25 | 18–25 | 17–25 |       |       | 51–75 |           |
| 31 jan | 19:30 | Irati Vôlei            | 0–3    | Vôlei Louveira | 19–25 | 19–25 | 29–31 |       |       | 67–81 |           |
| 01 fev | 17:00 | Pinhalense/Zagonel     | 3–0    | Ceará Vôlei    | 25–19 | 25–17 | 25–8  |       |       | 75–44 |           |
| 01 fev | 18:00 | CR Flamengo            | 3–1    | Ascade/DF      | 23–25 | 25–18 | 25–17 | 25–20 |       | 98–80 |           |
| 25 fev | 19:30 | ACV/Unoesc/Chapecó     | 3–0    | Recife Vôlei   | 25–19 | 25–18 | 25–19 |       |       | 75–56 |           |

### 9ª rodada
| Data   | Hora  |                | Placar |                        | Set 1 | Set 2 | Set 3 | Set 4 | Set 5 | Total   | Relatório |
| ------ | ----- | -------------- | ------ | ---------------------- | ----- | ----- | ----- | ----- | ----- | ------- | --------- |
| 05 fev | 19:00 | Curitiba Vôlei | 0–3    | Tijuca TC              | 21–25 | 21–25 | 23–25 |       |       | 65–75   |           |
| 05 fev | 19:30 | Vôlei Louveira | 3–1    | Vôlei Natal Desportivo | 25–16 | 22–25 | 25–22 | 25–20 |       | 97–83   |           |
| 07 fev | 19:00 | Londrina Vôlei | 2–3    | CR Flamengo            | 25–17 | 20–25 | 24–26 | 25–18 | 10–15 | 104–101 |           |
| 07 fev | 19:00 | Ascade/DF      | 1–3    | Pinhalense/Zagonel     | 23–25 | 8–25  | 25–21 | 14–25 |       | 70–96   |           |
| 07 fev | 20:00 | Recife Vôlei   | 1–3    | Renasce Sorocaba       | 26–24 | 19–25 | 10–25 | 18–25 |       | 73–99   |           |
| 07 fev | 21:00 | Ceará Vôlei    | 3–0    | Irati Vôlei            | 25–23 | 25–22 | 25–20 |       |       | 75–65   |           |
| 08 fev | 19:00 | São Caetano    | 3–2    | ACV/Unoesc/Chapecó     | 25–23 | 23–25 | 16–25 | 25–19 | 18–16 | 107–108 |           |

### 10ª rodada
| Data   | Hora  |                        | Placar |                | Set 1 | Set 2 | Set 3 | Set 4 | Set 5 | Total  | Relatório |
| ------ | ----- | ---------------------- | ------ | -------------- | ----- | ----- | ----- | ----- | ----- | ------ | --------- |
| 11 fev | 19:00 | Curitiba Vôlei         | 2–3    | Londrina Vôlei | 25–22 | 20–25 | 25–18 | 12–25 | 7–15  | 89–105 |           |
| 11 fev | 19:30 | Irati Vôlei            | 3–0    | Ascade/DF      | 25–17 | 25–15 | 25–21 |       |       | 75–53  |           |
| 12 fev | 19:00 | Tijuca TC              | 3–1    | Recife Vôlei   | 23–25 | 25–12 | 25–12 | 26–24 |       | 99–73  |           |
| 12 fev | 19:00 | Vôlei Natal Desportivo | 1–3    | Ceará Vôlei    | 16–25 | 26–24 | 22–25 | 20–25 |       | 84–99  |           |
| 12 fev | 19:30 | Renasce Sorocaba       | 3–0    | São Caetano    | 27–25 | 25–11 | 25–15 |       |       | 77–51  |           |
| 12 fev | 19:30 | Pinhalense/Zagonel     | 3–0    | CR Flamengo    | 25–22 | 26–24 | 25–16 |       |       | 76–62  |           |
| 13 fev | 19:30 | ACV/Unoesc/Chapecó     | 3–1    | Vôlei Louveira | 25–14 | 22–25 | 25–22 | 25–17 |       | 97–78  |           |

### 11ª rodada
| Data   | Hora  |                | Placar |                        | Set 1 | Set 2 | Set 3 | Set 4 | Set 5 | Total   | Relatório |
| ------ | ----- | -------------- | ------ | ---------------------- | ----- | ----- | ----- | ----- | ----- | ------- | --------- |
| 15 fev | 16:00 | Ascade/DF      | 3–2    | Vôlei Natal Desportivo | 23–25 | 25–21 | 25–23 | 22–25 | 15–7  | 110–101 |           |
| 15 fev | 19:00 | São Caetano    | 1–3    | Tijuca TC              | 25–18 | 18–25 | 20–25 | 18–25 |       | 81–93   |           |
| 16 fev | 17:00 | CR Flamengo    | 3–2    | Irati Vôlei            | 19–25 | 25–18 | 25–22 | 28–30 | 15–13 | 112–108 |           |
| 16 fev | 17:30 | Recife Vôlei   | 3–0    | Curitiba Vôlei         | 25–18 | 25–20 | 25–22 |       |       | 75–60   |           |
| 16 fev | 18:00 | Ceará Vôlei    | 3–2    | ACV/Unoesc/Chapecó     | 26–24 | 25–23 | 19–25 | 18–25 | 15–10 | 103–107 |           |
| 16 fev | 19:00 | Vôlei Louveira | 1–3    | Renasce Sorocaba       | 25–19 | 12–25 | 18–25 | 12–25 |       | 67–94   |           |
| 04 mar | 19:00 | Londrina Vôlei | 1–3    | Pinhalense/Zagonel     | 28–30 | 15–25 | 28–26 | 23–25 |       | 94–106  |           |

### 12ª rodada
| Data   | Hora  |                        | Placar |                    | Set 1 | Set 2 | Set 3 | Set 4 | Set 5 | Total   | Relatório |
| ------ | ----- | ---------------------- | ------ | ------------------ | ----- | ----- | ----- | ----- | ----- | ------- | --------- |
| 21 fev | 19:30 | Renasce Sorocaba       | 0–3    | Ceará Vôlei        | 14–25 | 14–25 | 22–25 |       |       | 50–75   |           |
| 21 fev | 19:30 | Vôlei Natal Desportivo | 0–3    | CR Flamengo        | 11–25 | 19–25 | 17–25 |       |       | 47–75   |           |
| 21 fev | 20:00 | Recife Vôlei           | 3–0    | Londrina Vôlei     | 25–23 | 25–18 | 25–15 |       |       | 75–56   |           |
| 22 fev | 18:00 | Tijuca TC              | 2–3    | Vôlei Louveira     | 26–28 | 18–25 | 25–10 | 25–15 | 6–15  | 100–93  |           |
| 22 fev | 19:00 | Curitiba Vôlei         | 0–3    | São Caetano        | 15–25 | 19–25 | 19–25 |       |       | 53–75   |           |
| 22 fev | 19:00 | Irati Vôlei            | 2–3    | Pinhalense/Zagonel | 26–24 | 21–25 | 24–26 | 26–24 | 9–15  | 106–114 |           |
| 22 fev | 19:30 | ACV/Unoesc/Chapecó     | 3–1    | Ascade/DF          | 25–20 | 25–21 | 20–25 | 25–15 |       | 95–81   |           |

### 13ª rodada
| Data   | Hora  |                    | Placar |                        | Set 1 | Set 2 | Set 3 | Set 4 | Set 5 | Total  | Relatório |
| ------ | ----- | ------------------ | ------ | ---------------------- | ----- | ----- | ----- | ----- | ----- | ------ | --------- |
| 11 mar | 19:30 | Londrina Vôlei     | 2–3    | Irati Vôlei            | 19–25 | 18–25 | 25–15 | 25–11 | 15–17 | 102–93 |           |
| 11 mar | 19:30 | Pinhalense/Zagonel | 3–0    | Vôlei Natal Desportivo | 25–21 | 25–13 | 25–19 |       |       | 75–53  |           |
| 11 mar | 19:30 | CR Flamengo        | 3–1    | ACV/Unoesc/Chapecó     | 17–25 | 25–22 | 25–16 | 25–20 |       | 92–83  |           |
| 11 mar | 19:30 | Ascade/DF          | 0–3    | Renasce Sorocaba       | 22–25 | 12–25 | 24–26 |       |       | 58–76  |           |
| 11 mar | 19:30 | Ceará Vôlei        | 2–3    | Tijuca TC              | 16–25 | 22–25 | 27–25 | 25–23 | 5–15  | 95–113 |           |
| 11 mar | 19:30 | Vôlei Louveira     | 3–0    | Curitiba Vôlei         | 25–21 | 25–15 | 26–24 |       |       | 76–60  |           |
| 11 mar | 19:30 | São Caetano        | 3–0    | Recife Vôlei           | 25–15 | 25–21 | 25–20 |       |       | 75–56  |           |

## Playoffs
|  | Quartas de final   | Quartas de final   | Quartas de final   | Quartas de final |                  |           | Semifinal | Semifinal | Semifinal | Semifinal |  |  | Final | Final | Final | Final |
|  |                    |                    |                    |                  |                  |           |           |           |           |           |  |  |       |       |       |       |
|  |                    |                    |                    |                  |                  |           |           |           |           |           |  |  |       |       |       |       |
|  |                    |                    |                    |                  |                  |           |           |           |           |           |  |  |       |       |       |       |
|  | Tijuca TC          | Tijuca TC          | 3                  | 3                |                  |           |           |           |           |           |  |  |       |       |       |       |
|  | Tijuca TC          | Tijuca TC          | 3                  | 3                |                  |           |           |           |           |           |  |  |       |       |       |       |
|  | ACV/Unoesc/Chapecó | ACV/Unoesc/Chapecó | 1                  | 0                |                  |           |           |           |           |           |  |  |       |       |       |       |
|  | ACV/Unoesc/Chapecó | ACV/Unoesc/Chapecó | 1                  | 0                | Tijuca TC        | Tijuca TC | 3         | 3         |           |           |  |  |       |       |       |       |
|  |                    |                    |                    |                  | Tijuca TC        | Tijuca TC | 3         | 3         |           |           |  |  |       |       |       |       |
|  |                    | Pinhalense/Zagonel | Pinhalense/Zagonel | 0                | 0                |           |           |           |           |           |  |  |       |       |       |       |
|  | Vôlei Louveira     | Vôlei Louveira     | Pinhalense/Zagonel | 0                | 0                | 1         | 0         |           |           |           |  |  |       |       |       |       |
|  | Vôlei Louveira     | Vôlei Louveira     |                    |                  |                  |           | 0         |           |           |           |  |  |       |       |       |       |
|  | Pinhalense/Zagonel | Pinhalense/Zagonel | 3                  | 3                |                  |           |           |           |           |           |  |  |       |       |       |       |
|  | Pinhalense/Zagonel | Pinhalense/Zagonel | 3                  | 3                | Tijuca TC        | Tijuca TC | Tijuca TC | 2         |           |           |  |  |       |       |       |       |
|  |                    |                    |                    |                  | Tijuca TC        | Tijuca TC | Tijuca TC | 2         |           |           |  |  |       |       |       |       |
|  |                    | Renasce Sorocaba   | Renasce Sorocaba   | Renasce Sorocaba | 3                |           |           |           |           |           |  |  |       |       |       |       |
|  | Renasce Sorocaba   | Renasce Sorocaba   | Renasce Sorocaba   | Renasce Sorocaba | 3                | 3         | 3         |           |           |           |  |  |       |       |       |       |
|  | Renasce Sorocaba   | Renasce Sorocaba   |                    |                  |                  |           | 3         |           |           |           |  |  |       |       |       |       |
|  | CR Flamengo        | CR Flamengo        | 0                  | 2                |                  |           |           |           |           |           |  |  |       |       |       |       |
|  | CR Flamengo        | CR Flamengo        | 0                  | 2                | Renasce Sorocaba | 3         | 2         | 3         |           |           |  |  |       |       |       |       |
|  |                    |                    |                    |                  | Renasce Sorocaba | 3         | 2         | 3         |           |           |  |  |       |       |       |       |
|  |                    | São Caetano        | 2                  | 3                | 1                |           |           |           |           |           |  |  |       |       |       |       |
|  | São Caetano        | São Caetano        | 2                  | 3                | 1                | 3         | 3         |           |           |           |  |  |       |       |       |       |
|  | São Caetano        | São Caetano        |                    |                  |                  |           | 3         |           |           |           |  |  |       |       |       |       |
|  | Ceará Vôlei        | Ceará Vôlei        | 2                  | 1                |                  |           |           |           |           |           |  |  |       |       |       |       |
|  | Ceará Vôlei        | Ceará Vôlei        | 2                  | 1                |                  |           |           |           |           |           |  |  |       |       |       |       |

### Quartas de final
| Data   | Hora  |                    | Placar |                    | Set 1 | Set 2 | Set 3 | Set 4 | Set 5 | Total | Relatório |
| ------ | ----- | ------------------ | ------ | ------------------ | ----- | ----- | ----- | ----- | ----- | ----- | --------- |
| 17 mar | 19:30 | ACV/Unoesc/Chapecó | 1–3    | Tijuca TC          | 20–25 | 25–22 | 15–25 | 22–25 |       | 82–97 |           |
| 20 mar | 19:00 | Tijuca TC          | 3–0    | ACV/Unoesc/Chapecó | 25–22 | 25–23 | 25–9  |       |       | 75–54 |           |

| Data   | Hora  |                    | Placar |                    | Set 1 | Set 2 | Set 3 | Set 4 | Set 5 | Total | Relatório |
| ------ | ----- | ------------------ | ------ | ------------------ | ----- | ----- | ----- | ----- | ----- | ----- | --------- |
| 16 mar | 17:00 | Pinhalense/Zagonel | 3–1    | Vôlei Louveira     | 23–25 | 25–22 | 25–22 | 25–20 |       | 98–89 |           |
| 21 mar | 19:30 | Vôlei Louveira     | 0–3    | Pinhalense/Zagonel | 18–25 | 22–25 | 20–25 |       |       | 60–75 |           |

| Data   | Hora  |                  | Placar |                  | Set 1 | Set 2 | Set 3 | Set 4 | Set 5 | Total   | Relatório |
| ------ | ----- | ---------------- | ------ | ---------------- | ----- | ----- | ----- | ----- | ----- | ------- | --------- |
| 15 mar | 19:00 | CR Flamengo      | 0–3    | Renasce Sorocaba | 17–25 | 15–25 | 15–25 |       |       | 47–75   |           |
| 19 mar | 19:30 | Renasce Sorocaba | 3–2    | CR Flamengo      | 19–25 | 25–17 | 25–21 | 27–29 | 15–8  | 111–100 |           |

| Data   | Hora  |             | Placar |             | Set 1 | Set 2 | Set 3 | Set 4 | Set 5 | Total   | Relatório |
| ------ | ----- | ----------- | ------ | ----------- | ----- | ----- | ----- | ----- | ----- | ------- | --------- |
| 16 mar | 18:30 | Ceará Vôlei | 2–3    | São Caetano | 25–18 | 19–25 | 17–25 | 25–16 | 14–16 | 100–100 |           |
| 21 mar | 19:30 | São Caetano | 3–1    | Ceará Vôlei | 15–25 | 25–13 | 25–21 | 25–21 |       | 90–80   |           |

### Semifinal
| Data   | Hora  |                    | Placar |                    | Set 1 | Set 2 | Set 3 | Set 4 | Set 5 | Total | Relatório |
| ------ | ----- | ------------------ | ------ | ------------------ | ----- | ----- | ----- | ----- | ----- | ----- | --------- |
| 24 mar | 21:00 | Pinhalense/Zagonel | 0–3    | Tijuca TC          | 18–25 | 16–25 | 20–25 |       |       | 54–75 |           |
| 30 mar | 11:00 | Tijuca TC          | 3–0    | Pinhalense/Zagonel | 25–15 | 25–17 | 25–16 |       |       | 75–48 |           |

| Data   | Hora  |                  | Placar |                  | Set 1 | Set 2 | Set 3 | Set 4 | Set 5 | Total  | Relatório |
| ------ | ----- | ---------------- | ------ | ---------------- | ----- | ----- | ----- | ----- | ----- | ------ | --------- |
| 24 mar | 18:00 | São Caetano      | 2–3    | Renasce Sorocaba | 25–20 | 23–25 | 11–25 | 25–18 | 7–15  | 91–103 |           |
| 30 mar | 14:00 | Renasce Sorocaba | 2–3    | São Caetano      | 25–14 | 17–25 | 17–25 | 25–15 | 7–15  | 91–94  |           |
| 04 abr | 18:00 | Renasce Sorocaba | 3–1    | São Caetano      | 25–8  | 25–19 | 21–25 | 25–12 |       | 96–64  |           |

### Final
| Data   | Hora  |           | Placar |                  | Set 1 | Set 2 | Set 3 | Set 4 | Set 5 | Total   | Relatório |
| ------ | ----- | --------- | ------ | ---------------- | ----- | ----- | ----- | ----- | ----- | ------- | --------- |
| 07 abr | 21:00 | Tijuca TC | 2–3    | Renasce Sorocaba | 26–28 | 25–16 | 25–18 | 21–25 | 12–15 | 109–102 |           |

## Classificação final
| Posição           | Equipe                 | Classificação/rebaixamento   |
| ----------------- | ---------------------- | ---------------------------- |
| Medalha de ouro   | Renasce Sorocaba       | Superliga Série A de 2025–26 |
| Medalha de prata  | Tijuca TC              | Superliga Série A de 2025–26 |
| Medalha de bronze | São Caetano            | Superliga Série B de 2026    |
| 4                 | Pinhalense/Zagonel     | Superliga Série B de 2026    |
| 5                 | Vôlei Louveira         | Superliga Série B de 2026    |
| 6                 | Ceará Vôlei            | Superliga Série B de 2026    |
| 7                 | CR Flamengo            | Superliga Série B de 2026    |
| 8                 | ACV/Unoesc/Chapecó     | Superliga Série B de 2026    |
| 9                 | Recife Vôlei           | Superliga Série B de 2026    |
| 10                | Londrina Vôlei         | Superliga Série B de 2026    |
| 11                | Irati Vôlei            | Superliga Série C de 2025    |
| 12                | Vôlei Natal Desportivo | Superliga Série C de 2025    |
| 13                | Curitiba Vôlei         | Superliga Série C de 2025    |
| 14                | Ascade/DF              | Superliga Série C de 2025    |

## Premiações
| Superliga B 2025                     |
| São Paulo                            |
| ------------------------------------ |
| Renasce Sorocaba Campeão (1º título) |